# Potovanje v času
Potovánje v čásu (tudi časóvno ~ ali ~ skózi čás in ~ po čásu) je koncept domnevnega gibanja (prenosa) človeka ali drugega telesa (objekta) med dvema točkama v času v podobnem smislu kot gibanje med različnima točkama v prostoru, v splošnem s pomočjo teoretičnega izuma, znanega kot časovni stroj. Gibanje lahko poteka iz sedanjosti (nazaj) v preteklost ali (naprej) v prihodnost. Sem spada tudi mirovanje v času. Potovanje v času je priznana kategorija v filozofiji in fikciji, v teoretični fiziki pa ima malo podpore, po navadi le v povezavi s kvantno mehaniko, teorijo strun ali črvinami.
Wellsova novela Časovni stroj (The Time Machine) iz leta 1895 je bistveno pripomogel k javni prepoznavnosti koncepta. Zgodnejša Mitchellova kratka zgodba Ura, ki je tekla nazaj (The Clock that Went Backward) iz leta 1881, obravnava uro, ki je na nenaveden način omogočala trem možem potovati v času nazaj. Netehnološke oblike časovnega potovanja so se pojavile v številnih zgodnejših zgodbah, kot je na primer Dickensova Božična pesem v prozi (A Christmas Carol) iz leta 1843. Zgodovinsko koncept izhaja od zgodnjih hindujskih mitologij (npr. Mahabharata). V novejšem času z razvojem tehnologije in povečanega znanstvenega razumevanja Vesolja so znanstvenofantastični pisci, filozofi in fiziki do velikih podrobnosti raziskali verodostojnost potovanja v času.

## V književnosti

### Potovanje v času naprej
Ne obstaja splošno soglasje katero pisno delo predstavlja najstarejši primer zgodbe o potovanju v času, saj več zgodnjih del kaže elemente, ki nejasno namigujejo na potovanje v času. Staroveške ljudske pripovedke in miti včasih vključujejo nekaj, kar je sorodno potovanju v času naprej. V hindujski mitologiji Mahabharata na primer omenja zgodbo o kralju Raivatu Kakudmiju, ki je potoval v nebesa, da bi srečal stvaritelja Brahmo, in bil ob vrnitvi na Zemljo presunjen, ko je uvidel, da je minilo veliko let.
Budistični Palijski kanon (Tipitaka) tudi omenja časovno gibanje z različnimi hitrostmi. V Pajasijevem delu Sutanta eden od Budovih glavnih učencev Kumara Kassapa pojasnjuje skeptičnemu Pajasiju, da »v nebesih triintridesetih dev čas teče z različno hitrostjo in ljudje živijo veliko dlje. V času našega stoletja; sto let, bo zanje pretekel le en dan; štiriindvajster ur.«
V islamu obstaja nekaj virov o potovanju v času. Koran pripoveduje o več posameznikih, ki so šli spat v jamo in se prebudili po 309 letih. Obstaja tudi vir o spremenljivosti časa, kjer navaja: »en dan za boga (Al Laha) je tisoč let, ki jih vi (človeška bitja) štejete.« Podobna zamisel je opisana v krščanskem Novozaveznem 2. Petrovem pismu, kjer Peter navaja, da je »pred Gospodom en dan kakor tisoč let in tisoč let kakor en dan.« (2 Pt 3:8)
Druga znana zgodba, ki vključuje potovanje v času naprej v oddaljeno prihodnost, je japonska legendarna pripovedka o Urašimu Taroju, ribiču, ki rešuje želvo, in je nagrajen z obiskom podvodnega zmajevskega dvornega gradu Rjugu-džjoja. Pripovedka je prvič opisana že v knjigi Nihongi leta 720 in v nekaterih drugih delih. Mladi ribič Urašimako obišče podmorsko palačo in ostane tam tri dni. Po vrnitvi domov v svojo vas se znajde 300 let v prihodnosti, kjer je že davno pozabljen, njegova hiša je v ruševinah, njegova družina pa že dolgo pokojna. Drugi zelo stari primer te vrste se lahko najde v Talmudu z zgodbo o Honiju ha-M'agelu, ki je odšel spat za 70 let in se prebudil v svetu, kjer so bili njegovi vnuki stari starši, vsi njegovi prijatelji in družina pa pokojni.
Druga sodobnejša zgodba, ki vsebuje potovanje v prihodnost, je Mercierjevo Leto 2440, sanje, če so kdaj bile kakšne (L'An 2440, rêve s'il en fût jamais), utopični roman, v katerem je glavni lik prenešen v leto 2440. Izjemno priljubljeno delo je po prvi izdaji leta 1771 izšlo v 25-ih ponatisih. Opisuje dogodivščine neimenovanega moža, ki po vroči razpravi s prijateljem filozofom o krivicah v Parizu zaspi in se znajde v Parizu prihodnosti. Ameriški zgodovinar Darnton je zapisal, da: »navkljub samoproglašenemu značaju fantazije ...L'An 2440 zahteva, da se ga bere kot resni vodič prihodnosti.«
Irvingova kratka zgodba iz leta 1819 Rip Van Winkle pripoveduje o možu s tem imenom, ki je zaspal na gori in se prebudil 20 let v prihodnosti, kjer je bil pozabljen, njegova žena pokojna, hči pa odrasla.
Spanje za potovanje v času je v svoji fantastično-utopični razpravi Verjetne izmišljotine, ali svetovna Potovanja v devetindvajsetem stoletju (Правдоподобные небылицы, или Странствования по свету в двадцать девятом веке) iz leta 1824 uporabil Bulgarin (Bułharyn). V njej se njen protagonist zbudi v 29. stoletju. To je prvi opis potovanja v času (naprej) v ruski književnosti in znanstveni fantastiki.
Morris je napisal kratko zgodbo Two extracts from a dream of John Ball, ki je izhajala v delih v socialističnem tedniku Commonweal med novembrom 1886 in februarjem 1887. V njej je opisal časovno potovanje med srednjeveškim in sodobnim svetom. Knjiga je izšla kot roman leta 1888. Bellamy je leta 1888 objavil tedaj zelo priljubljen utopični znanstvenofantastični roman Looking Backward: 2000-1887 v katerem je mlad Američan Julian West leta 1887 zaspal in se po globokem, hipnotičnem spancu zbudil 113 let kasneje v letu 2000 na istem mestu v Bostonu, Massachusetts, vendar v popolnoma spremenjenem svetu. Medtem so ZDA postale socialistična utopična država.
Potovanje skozi čas se že v 19. stoletju pojavi tudi v slovenski književnosti. V antiutopiji 4000, ki jo je leta 1891 objavil Tavčar, je junak obujen v letu 4000, v Mencingerjevem romanu Abadon, ki je v Ljubljanskem zvonu izhajal leta 1893, glavni junak Samorad Veselin potuje v 24. stoletje.

### Potovanje v času nazaj
Potovanje v času nazaj je verjetno sodobnejša zamisel, vendar je tudi njen izvor do neke mere negotov. Ena od zgodnjih zgodb z namigi o potovanju v času nazaj je Maddenovo satirično delo Spomini o dvajsetem stoletju (Memoirs of the Twentieth Century) iz leta 1733, ki je v glavnem niz diplomatskih pisem britanskih ambasadorjev v različnih deželah britanskemu lordu visokemu blagajniku skupaj z nekaj odgovori britanskega Ministrstva za zunanje zadeve. Pisma in odgovori so bili dozdevno napisani med letoma 1997 in 1998 in opisujejo okoliščine tistega obdobja. Kakorkoli pa zasnovna zgodba govori o tem, da so ta pisma dejansko dokumenti, ki jih je pripovedovalcu neke noči leta 1728 dal angel varuh. Zaradi tega je Alkon v svoji knjigi Izvori futuristične fikcije (Origins of Futuristic Fiction) namignil, da »je prvi časovni popotnik v angleški književnosti angel varuh, ki se je z državnimi dokumenti iz leta 1998 vrnil v leto 1728,« čeprav knjiga izrečeno ne prikaže kako je angel pridobil te dokumente. Alkon je kasneje pobliže določil in napisal: »Razširili bi našo velikodušnost, če bi poveličevali Maddena kot prvega, ki je pokazal na prihod popotnika iz prihodnosti«, ter izrazil, da si Madden »zasluži priznanje biti prvi, ki se je poigral z bogato zamislijo o časovnem potovanju v obliki artefakta, poslanega iz prihodnosti nazaj, da se ga odkrije v sedanjosti.« Maddenovo delo je tedaj prepovedal izdajati sir Walpole, od leta 1721 de facto prvi britanski ministrski predsednik, in je sedaj zelo redko.
Leta 1836 je Veltman objavil delo Aleksander Filipovič Makedonski. Kalimerosovi predniki (Александр Филиппович Македонский. Предки Калимероса), ki velja za prvi izvirni ruski znanstvenofantastični roman in prvi roman z opisom časovnega potovanja (nazaj). V njem pripovedovalec na hipogrifu odjezdi v antično Grčijo, sreča Filipa II. Makedonskega in Aristotela, ter oddide na potovanje z Aleksandrom Velikim preden se vrne v 19. stoletje. Roman je bil dodatek njegovega triptiha Popotnik (Странник) iz leta 1832.
V antologiji znanstvene fantastike Oddaljene meje (Far Boundaries) je leta 1951 urednik Derleth identificiral kratko zgodbo Pogrešana kočija: anahronizem (Missing One's Coach: An Anachronism), ki jo je leta 1838 za revijo Dublin Literary Magazine napisal brezimeni avtor kot zelo zgodnjo zgodbo s časovnim potovanjem. V zgodbi pripovedovalec čaka na kočijo, ki bi ga peljala ven iz Newcastlea, ko se v trenutku znajde prenešen tisoč let nazaj v času.
V samostanu sreča svetega Bedo Častitljivegain mu poda nekoliko ironične razlage razvojev prihajajočih stoletij. Vendar v zgodbi ni nikoli jasno, ali so se ti dogodki dejansko zgodili ali so bili le sanje: pripovedovalec pravi, da ko je na začetku našel udobno opazovalno mesto ob deblu drevesa, se je usedel, in »kot mi bo moj skeptični bralec povedal, zadremal in zaspal,« nato pa pravi, »da se je odločil ne priznati« to razlago. Več sanjskih elementov zgodbe lahko bralcu nakazuje drugače, na primer dejstvo, da ga nobeden od članov samostana sprva verjetno ni mogel videti, nenadni konec, v katerem je bil Bede zadržan za pogovor s pripovedovalcem, tako da so drugi menihi prenehali misliti, da se mu je nekaj zgodilo, pripovedovalec pa se je nenadoma znašel nazaj pod drevesom v sedanjosti (avgust 1837), njegova kočija pa je samo odpeljala mimo njega in ga še eno noč pustila samega v Newcastleu.
Dickensova Božična pesem v prozi (A Christmas Carol) iz leta 1834 za nekatere velja za enega od prvih opisov časovnega potovanja v obeh smereh. Glavni lik Ebenezer Scrooge je prenešen v pretekle, sedanje in prihodnje božiče. To se lahko obravnava le kot videnja in ne dejansko časovno potovanje, ker je Scrooge le videl vsako časovno obdobje pasivno, in ni mogel medsebojno občevati z njimi.
Jasnejši primer časovnega potovanja nazaj se najde v priljubljeni knjigi Pariz pred ljudmi (Paris avant les hommes) francoskega botanika in geologa Boitarda. V tej zgodbi, objavljeni posmrtno leta 1861, je glavni lik prenešen v predzgodovinsko preteklost s čarovnijo »šepavega demona« (francoska besedna igra na Boitardovo ime), kjer sreča izumrle živali, kot je na primer pleziozaver ali Boitardova izmišljena različica opičjega prednika človeka, in dejavno komunicira z nekaterimi od njih.
Hale je leta 1881 v Harper's New Monthly Magazine anonimno objavil zgodbo Hands Off o neimenovanem bitju (morda o duši nedavno umrle osebe), ki je prosto potovalo skozi čas in prostor, se vtikalo v zgodovino sveta v Starem Egiptu in preprečilo Jožefu, da bi ga prodali v suženjstvo. To je bila prva zgodba s potezami alternativne zgodovine zaradi posledic časovnega potovanja.
Prva zgodba z značilnostmi potovanja v času s pomočjo neke vrste stroja je bila Mitchellova kratka zgodba Ura, ki je tekla nazaj (The Clock that Went Backward). Objavil jo je New York Sun leta 1881. Mehanizem je mejna fantazija, v tem primeru ura, če je bila navita, je začela teči nazaj in prenašala ljudi v bližini nazaj v času, brez pojasnila od kod ura je in kako je pridobila to sposobnost.
Twainov roman Jakec na dvoru kralja Arturja (A Connecticut Yankee in King Arthur's Court) iz leta 1889, v katerem se je protagonist značel v času kralja Arturja po boju, v katerem ga je zadelo kovaško kladivo, je bil tudi eden prvi zgodb, ki prikazuje zgodovino, spremenjeno z dejanji časovnega popotnika.
Gaspar y Rimbaujev roman El Anacronópete je bil prva zgodba s predstavitvijo plovila, ki ga je izdelal izumitelj za prenos svojih potnikov skozi čas. Sawyer je komentiral, da je bila zgodba »verjetno prvi literarni opis časovnega stroja do tedaj«, in dodal, da je »zgodba Ura, ki je tekla nazaj Edwarda Pagea Mitchella (1881) po navadi opisana kot prva zgodba s časovnim strojem, vendar nisem prepričan ali ura v resnici šteje.« Ta zamisel plovila, zgrajenega za časovno potovanje, je pridobila na priljubljenosti z Wellsovim romanom Časovni stroj (The Time Machine), objavljenim leta 1895. Pred tem je leta 1888 Wells napisal manj vplivno kratko zgodbo o časovnem potovanju Časovni argonavti (The Chronic Argonauts). Izraz »časovni stroj«, ki ga je skoval Wells, se sedaj splošno rabi za takšno plovilo.
V 20. stoletju so koncept potovanja v času obširno obdelali avtorji znanstvene fantastike in drugih zvrsti fikcije (glej časovno potovanje v fikciji).

## Teorija
Nekatere fizikalne teorije, še posebej posebna (PTR) in splošna teorija relativnosti (STR), predlagajo, da ustrezne geometrije prostor-časa ali določene vrste gibanja v prostoru lahko morda dovoljujejo časovno potovanje v preteklost in prihodnost, če so te geometrije ali gibanja možna. V strokovnih člankih se fiziki v splošnem izogibajo vsakdanjega jezika za »gibanje« ali »potovanje« skozi čas (»gibanje« se praviloma nanaša na spremembo prostorske lege, ker se časovne koordinate spreminjajo) in namesto tega obravnavajo možnost sklenjenih časovnih krivulj (CTC), ki so svetovnice in tvorijo sklenjene zanke v prostor-času, ter dovoljujejo objektom vračanje v njihovo lastno preteklost. Obstajajo rešitve enačb STR, ki opisujejo prostor-čase s sklenjenimi časovnimi krivuljami, (kot je npr. Gödlov prostor-čas), vendar je fizikalna verjetnost takšnih rešitev negotova.
Relativnost napoveduje, da če bi se nekdo gibal stran od Zemlje z relativistično hitrostjo in se vrnil, bi na Zemlji preteklo več časa kot zanj. V tem smislu je sprejeto, da relativnost dovoljuje »potovanje v prihodnost«. Po relativnosti ni enega stvarnega odgovora, koliko časa je v resnici preteklo med odhodom in vrnitvijo, obstaja pa stvarni odgovor koliko lastnega časa je bilo doživeto tako na Zemlji kot za popotnika, oziroma za koliko se je kdo kje postaral (glej paradoks dvojčkov). Na drugi strani mnogi v znanstveni srenji verjamejo, da časovno potovanje nazaj sploh ni verjetno. Vsaka teorija, ki bi dovoljevala časovno potovanje, bi uvedla možne probleme vzročnosti. Klasični zgled problema, ki vključuje vzročnost, je paradoks starega očeta: kaj bi bilo, če bi nekdo šel v času nazaj in ubil svojega starega očeta, še preden bi bil spočet njegov oče? Nekateri znanstveniki menijo, da se paradoksom lahko izogne s pomočjo načela samoskladnosti Novikova ali s predstavo o razvejitvi vzporednih vesolij.

### Časovni turizem
Hawking je predlagal, da je odsotnost turistov iz prihodnosti argument proti obstoju časovnega potovanja; to je različica Fermijevega paradoksa. To seveda ne bi potrdilo, da časovno potovanje fizično ni mogoče, saj bi lahko bilo, da je časovno potovanje fizično mogoče, vendar ni bilo nikoli razvito (oziroma zaradi varnosti ni bilo nikoli rabljeno). Tudi, če bi bilo razvito, Hawking omenja, da bi bilo časovno potovanje edino možno v predelu prostor-časa, ki je popačeno na pravilen način, in če v prihodnosti ne bi bilo mogoče ustvariti takšnega predela, potem časovni popotniki ne bi mogli potovati nazaj pred tem datumom, tako da »bi takšna slika pojasnila, zakaj nas niso preplavili turisti iz prihodnosti.« To preprosto pomeni, da dokler časovni stroj ne bo izumljen, ne bomo mogli videti časovnih popotnikov. Tudi Sagan je nekoč predlagal možnost, da so časovni popotniki lahko tukaj, vendar zakrivajo svoj obstoj in jih ni moč prepoznati kot takšne, ker jim vnašanje nenamernih sprememb v prostorsko-časovni kontinuum lahko prinese nezaželene izide. Lahko se tudi spremenijo vpeljani pretekli dogodki.

### Splošna teorija relativnosti
STR predlaga znanstveno osnovo za možnost časovnega potovanja nazaj v določenih nenavadnih scenarijih, čeprav argumenti iz polklasične gravitacije dajejo slutiti, da so z upoštevanjem kvantnih pojavov v STR te zančne vrzeli lahko sklenjene. Ti polklasični argumenti so vodili Hawkinga k formuliranju domneve zaščite časovnega reda, kjer je predlagal, da osnovni zakoni narave preprečujejo časovno potovanje. Fiziki ne morejo dokončno soditi o tem brez teorije o kvantni gravitaciji, kjer bi se kvantna mehanika združila s STR v popolnoma poenoteni teoriji.

## Časovno potovanje v preteklost v fiziki
Časovno potovanje je teoretično možno s pomočjo naslednjih metod:
- potovanje hitreje od svetlobne hitrosti
- uporaba kozmičnih strun in črnih lukenj
- črvine in Alcubierreov pogon

### Potovanje z nadsvetlobno hitrostjo
Če bi bilo mogoče premakniti informacije ali snov iz ene točke v drugo z nadsvetlobno hitrostjo, bi po teoriji relativnosti obstajal takšen inercialni opazovalni sistem (OS), v katerem bi se signal ali objekt gibal v času nazaj. To je posledica relativnosti sočasnosti v PTR, ki pravi, da v nekaterih primerih ni moč določiti, ali sta se v različnih inercialnih OS dva dogodka v različnih legah zgodila »istočasno« ali ne, niti ni moč določiti vrstnega reda obeh dogodkov. Tehnično se te neskladnosti pojavijo, ko je prostorskočasovni interval med dvema dogodkoma 'prostorski', kar pomeni, da noben dogodek ne leži na prihodnjem svetlobnem stožcu drugega. Če en od obeh dogodkov predstavlja pošiljanje signala iz ene lege, drugi pa sprejetje istega signala, vse dokler signal potuje s svetlobno hitrostjo ali počasneje, matematika sočasnosti zagotavlja, da je možno v vsakem inercialnem OS določiti ali se je dogodek pošiljanja zgodil pred dogodkom sprejetja signala.
Če pa domnevni signal potuje hitreje od svetlobne hitrosti, bodo vedno obstajali OS, v katerih bo signal sprejet preden je bil poslan, in da se je gibal v času nazaj. Ker prvi od Einsteinovih postulatov (načelo relativnosti) pravi, da so zakoni fizike enaki v vsakem inercialnem OS, in če se lahko signali gibljejo v času nazaj v drugem OS, se lahko gibljejo v poljubnem OS. To pomeni, da če opazovalec A pošlje signal opazovalcu B, ki se v OS opazovalca A giblje hitreje od svetlobne hitrosti, vendar v lastnem OS v času nazaj, in če opazovalec B pošlje odgovor, ki se giblje hitreje od svetlobne hitrosti v lastnem OS B, vendar v času nazaj v OS A, lahko opazovalec A prejme odgovor še preden je poslal izvirni signal, kar je jasna kršitev načela vzročnosti v vsakem OS. Takšen scenarij se včasih imenuje tahionski antitelefon.
Po STR je za pospeševanje telesa od majhne hitrosti do svetlobne hitrosti potrebna neskončna količina energije. Čeprav relativnost ne prepoveduje teoretične možnosti tahionov, ki se ves čas gibljejo hitreje od svetlobne hitrosti, po analizi kvantne teorije polja izgleda, da jih dejansko ne bi bilo mogoče rabiti za prenos informacij hitreje od svetlobne hitrosti. Tudi ni splošno sprejetega soglasja glede obstoja tahionov. Nepravilnost nadsvetlobnih nevtrinov je leta 2011 odprla možnost, da so nevtrini mogoče tahioni, vendar se je po nadaljnji analizi izkazalo, da je bil poskus neveljaven.

### Posebne prostorskočasovne geometrije
STR je razširitev PTR na gravitacijo, ponazarja jo z ukrivljenostjo v prostor-času, ki jo povzročajo masa-energija in tok gibalne količine. STR opisuje Vesolje s sistemom enačb polja. Zanje obstajajo rešitve, ki dovoljujejo sklenjene časovne krivulje in s tem časovno potovanje v preteklost. Prvo od teh je predlagal Gödel. Njegova rešitev je znana kot Gödlova metrika, vendar poleg drugih rešitev zahteva vesolje s fizikalnimi značilnostmi, ki jih verjetno nima. Ali STR prepoveduje sklenjene časovne krivulje za vse stvarne pogoje, ni znano.

### Uporaba črvin
Črvine so domnevna popačenja prostor-časa, ki jih tudi dovoljujejo enačbe polja STR, čeprav skozi njih ne bi bilo možno potovati, če ne bi bile prehodne.
Predlagani stroj za časovno potovanje na podlagi prehodne črvine bi domnevno deloval na naslednji način. En del črvine se pospešuje do nekega deleža svetlobne hitrosti, verjetno s kakšnim naprednim pogonskim sistemom, nato pa se vrne v izhodišče. Drugi način je premikanje vhoda črvine znotraj gravitacijskega polja telesa z večjo gravitacijo in vrnitev v lego blizu drugega vhoda. Za obe metodi podaljšanje časa povzroči, da se premikajoči konec črvine stara manj kot nepomični konec, kot to vidi zunanji opazovalec. Vendar se čas skozi črvino poveže drugače kot zunaj nje, tako da bosta sinhronizirani uri na obeh koncih črvine vedno ostali sinhronizirani, kakor to vidi opazovalec, ki gre skozi črvino, ne glede na to, kako se oba konca gibljeta naokoli. To pomeni, da bo opazovalec, ki vstopa v pospeševani konec, izstopil v nepomičnem delu, ki je bil enake starosti kot pospeševani konec v trenutku pred vstopom. Če je na primer pred vstopom v črvino opazovalec videl, da kaže ura v pospeševanem koncu datum v letu 2007, ura na nepomičnem koncu pa leto 2012, bo izstopil v nepomičnem koncu, ko bo njegova ura tudi kazala leto 2007. To je časovno potovanje v času nazaj, kakor ga vidijo drugi opazovalci zunaj. Ena pomembna omejitev takšnega časovnega stroja je, da je moč odditi v preteklost le do začetne izdelave stroja. V bistvu gre za pot skozi čas in ne za dejansko premikanje stroja skozi čas, tako da se tehnologija ne bi mogla premikati v času nazaj. To lahko da drugo razlago Hawkingovega opažanja, da bo nekoč časovni stroj zgrajen, vendar do sedaj še ni bil, zato turisti iz prihodnosti v ta čas ne morejo priti.
Po trenutnih teorijah o naravi črvin bi izdelava prehodne črvine zahtevala obstoj snovi z negativno energijo (pogosto v zvezi z eksotično snovjo). Prostor-čas črvine zahteva porazdelitev energije, ki krši več energijskih pogojev, kot je npr. ničelni energijski pogoj skupaj s šibkim, močnim in prevladujočim energijskim pogojem. Znano je tudi, da lahko kvantni pojavi vodijo do merljivih kršitev ničelnega energijskega pogoja, mnogi fiziki pa verjamejo, da je zahtevana negativna energija možna zaradi Casimirjevega pojava v kvantni fiziki. Čeprav so starejši računi nakazovali, da bi bila potrebna velika količina negativne energije, so kasnejši izračuni pokazali, da je lahko poljubno majhna.
Leta 1993 je Visser pokazal, da dveh ustij črvine s takšno inducirano razliko ur ne bi bilo mogoče spojiti brez sprožitve kvantnega polja in gravitacijskih pojavov, zaradi česar bi se črvina sesedla ali pa bi se ustja med seboj odbila. Dve ustji tako ne bi bili dovolj skupaj, da bi se kršilo načelo vzročnosti. V članku iz leta 1997 je Visser domneval, da bi se sestavljeni Romanov obroč (imenovan po Tomu Romanu), razporeditev N črvin v obliki simetričnega mnogokotnika, še vedno obnašal kot časovni stroj, čeprav je zaključil, da je to verjetno bolj pomanjkljivost v klasični teoriji kvantne gravitacije kot pa dokaz možnosti kršitve načela vzročnosti.

### Drugi pristopi na podlagi STR
V drugem pristopu se uporabi masivni vrteči se valj, po navadi je mišljen Tiplerjev valj, rešitev STR, ki sta jo odkrila van Stockum leta 1936 in Lanczos leta 1924, vendar ju niso upoštevali, ker dovoljujeta sklenjene časovne funkcije, vse do Tiplerjeve analize leta 1974. Če je valj neskončno dolg in se vrti okrog daljše osi z dovolj veliko hitrostjo, potem lahko vesoljska ladja, ki leti okrog valja na spiralni poti, potuje v času nazaj, oziroma naprej, kar je odvisno od smeri spirale. Vendar sta zahtevani gostota in hitrost tako veliki, da navadna snov ni dovolj močna za izdelavo. Podobna naprava bi se lahko izdelala iz kozmične strune, vendar ni znana nobena, in je tudi malo verjetno, da bi se izdelala nova.
Ameriški fizik Forward je upošteval, da naivna raba STR na kvantno mehaniko nakazuje drugi način izgradnje časovnega stroja. Težko atomsko jedro v močnem magnetnem polju se bo podaljšalo v valj, katerega gostota in »spin« sta dovolj za izgradnjo časovnega stroja. Žarki gama, usmerjeni vanj, bi dovoljevali pošiljanje informacij (ne pa snovi) v času nazaj. Forward je pokazal, da dokler obstaja ena teorija, ki združuje relativnost in kvantno mehaniko, se ne bo vedelo, ali so takšne špekulacije neumnost.
Osnovnejši pomislek na orise časovnih potovanj na osnovi vrtečih se valjev ali kozmičnih strun je predložil Hawking z dokazom izreka, ki kaže, da je glede na STR nemogoče izgraditi časovni stroj posebne vrste (»časovni stroj s kompakno pridobljenim Cauchyjevim obzorjem«) v področju, kjer velja šibki energijski pogoj, kar pomeni, da to področje ne vsebuje snovi z negativno energijsko gostoto (eksotično snovjo). Rešitve, kot je npr. Tiplerjeva, privzemajo valje z neskončno dolžino, ker jih je lažje matematično obdelati. Čeprav je Tipler predlagal, da lahko končni valj proizvede sklenjene časovne krivulje, če je vrtenje dovolj veliko, tega ni dokazal. Hawking je pokazal, da se zaradi njegovega izreka »lahko izdela s pozitivno energijsko gostoto povsod! Lahko dokažem, da je za izgradnjo končnega časovnega stroja potrebna negativna energija.« Ta rezultat izhaja iz Hawkingovega članka iz leta 1992 o domnevi zaščite časovnega reda, kjer je raziskal »primer, v katerem se kršitev vzročnosti pojavi v končnem območju prostor-časa brez ukrivljenostnih singularnosti« in dokazal, »da bo obstajalo Cauchyjevo obzorje, pridobljeno kompaktno, in da v splošnem vsebuje eno ali več sklenjenih ničelnih geodetk, ki bodo nepopolne. Lahko se določijo geometrijske količine, ki merijo Lorentzev potisk, površina pa se povečuje pri premikanju okrog teh sklenjenih ničelnih geodetk. Če se kršitev vzročnosti razvije iz nekompaktne začetne ploskve, se mora kršitev povprečenega šibkega energijskega pogoja zgoditi na Cauchyjevem obzorju.« Ta izrek pa ne izključuje možnosti časovnega potovanja: 1.) s pomočjo časovnih strojev z nekompaktno pridobljenimi Cauchyjevimi obzorji (kot je npr. Deutsch-Politzerjev časovni stroj) in 2.) v območjih, ki vsebujejo eksotično snov (potrebno za prehodne črvine ali Alcubierreov pogon). Ker izrek temelji na STR, si je lahko zamisliti teorijo kvantne gravitacije, ki bi nadomestila STR in v kateri bi bilo časovno potovanje dovoljeno tudi brez eksotične snovi, čeprav je možno, da bi takšna teorija še bolj omejevala časovno potovanje, ali ga v celoti izključevala, kakor pravi Hawkingova domneva zaščite časovnega reda.

### Izvedeni poskusi
Nekateri izvedeni poskusi dajo vtis nasprotne vzročnosti, vendar so predmet razlage. Pri poskusu s kvantnim brisalnikom z zakasnjeno izbiro, ki so ga leta 1999 izvedli Kim, Yu, Kulik, Shih in Scully, sta bila na primer para prepletenih fotonov ločena v »signalne« in »nedejavne fotone«, kjer so signalni fotoni izhajali iz enega od dveh virov, njihova lega pa je bila pozneje izmerjena kot v poskusu z dvema režama. Odvisno od merjenja nedejavnih fotonov, lahko eksperimentator izve, iz katerega od dveh virov izvira signalni foton ali »izbriše« to informacijo. Čeprav so lahko signalni fotoni izmerjeni pred izbiro o nedejavnih fotonih, kakor izgleda izbira povratno delujoče določa ali se bo interferenčni vzorec videl, ko se v vzajemno zvezo postavijo meritve nedejavnih fotonov z odgovarjajočimi signalnimi fotoni. Ker pa se lahko interferenca opazuje po merjenju nedejavnih fotonov in so ti v vzajemni zvezi s signalnimi fotoni, eksperimentator le z opazovanjem signalnih fotonov v naprej ne more povedati katera izbira bo nastala. Tako se lahko rezultati z večino razlag kvantne mehanike pojasnijo na način, ki ne krši vzročnosti.
Wangov poskus iz leta 2000 bi tudi lahko kazal kršitev vzročnosti, saj je omogočil pošiljanje paketa valovanja skozi komoro, napolnjeno z oblakom cezijevega plina, tako da je paket izstopil iz komore 62 nanosekund preden je vstopil vanjo. Paket valovanja ni posamezni dobro definirani objekt, ampak je vsota več valovanj z različnimi frekvencami (glej Fourierova analiza), in se lahko navidezno giblje hitreje od svetlobe ali celo v času nazaj, četudi se nobeno od čistih valovanj v vsoti ne. S tem pojavom ni mogoče pošiljati snovi, energije ali informacije hitreje od svetlobe, tako da tudi ta poskus ne kaže kršitve načela vzročnosti.
Nemška fizika Nimtz in Stahlhofen z Univerze v Koblenzu trdita, da sta kršila Einsteinovo teorijo relativnosti s prenosom fotonov hitreje od svetlobne hitrosti. Trdita, da sta izvedla poskus v katerem so mikrovalovni fotoni potovali »v trenutku« med parom prizem, ki sta se gibali 0,91 m narazen, s pomočjo tunelskega pojava. Nimtz je za revijo New Scientist povedal: »Do sedaj je to edina kršitev STR, za katero vem.« Drugi fiziki menijo, da ta pojav ne omogoča prenosa informacij hitrejšega od svetlobe. Steinberg, strokovnjak za kvantno optiko z Univerze v Torontu, uporablja podobnost z vlakom, ki potuje iz Chicaga v New York, in med potjo na vsaki postaji odvrže vagon, tako da se središče vlaka pri vsakem postanku pomakne naprej. Na ta način hitrost središča vlaka presega hitrost vsakega posameznega vagona.
Nekateri fiziki so izvedli poskuse, s katerimi so poskušali pokazati na kršitve vzročnosti, vendar do sedaj brez uspeha. S poskusom »ukrivljenje prostor-časa s svetlobo« (STL), ki ga izvaja ameriški fizik Mallett, si prizadeva opazovati kršitev vzročnosti ob prehodu nevtrona skozi krožno prepreko, izdelano iz laserjev, katerega pot je bila ukrivljena s prehodom skozi fotonski kristal. Mallett ima nekaj fizikalnih argumentov, ki nakazujejo, da bi sklenjene časovne krivulje lahko postale verjetne skozi središče laserja, ki je bil ukrivljen v zanko. Drugi fiziki oporekajo njegovim argumentom.
Kitajski fizik Du je leta 2011 v strokovno recenzirani reviji Physical Review Letters trdil, da je s skupino opazoval posamezne predhodnike fotonov, in da niso potovali hitreje kot svetlobna hitrost c v vakuumu. Njegov poskus je vključeval počasno svetlobo, kot tudi prehod svetlobe skozi vakuum. Tvoril je dva posamezna fotona. Enega je usmeril skozi rubidijeve atome, ki so bili hlajeni z laserjem, in zaradi tega je bila svetloba upočasnjena. Drugega pa je usmeril skozi vakuum. V obeh primerih so predhodniki navidezno prehitevali fotonska glavna telesa, predhodnik pa je potoval s hitrostjo c v vakuumu. Po Duju to nakazuje, da ne obstaja možnost potovanja svetlobe hitreje od hitrosti c v vakuumu, in zaradi tega ni možnosti kršitve vzročnosti. Nekateri člani medijev so povzeli to kot pokazatelj dokaza, da je časovno potovanje nemogoče.

#### Nefizikalni poskusi
Izvedli so več poskusov s katerimi so poskušali privabiti ljudi iz prihodnosti, ki so mogoče izumili tehnologijo časovnega potovanja, da bi prišli nazaj in jo prikazali ljudem v sedanjosti. Dogodki, kot sta na primer Perth's Destination Day (2005) ali Konvencija časovnih popotnikov 7. maja 2005 na MIT, so močno propagirali »oglase« časov in krajev srečanj za srečanja časovnih popotnikov iz prihodnosti. Leta 1982 je skupina v Baltimoreu, Maryland, ki je sebe imenovala Krononavti, gostila dogodek takšne vrste in pozdravljala obiskovalce iz prihodnosti. Ti poskusi zagovarjajo možnost povzročitve pozitivnega rezultata, ki pojasnjuje obstoj časovnega potovanja, vendar do sedaj niso uspeli, ker ni znano ali so se teh dogodkov res udeležili časovni popotniki. Možno je, da so ljudje v prihodnosti potovali v času nazaj, vendar so potovali nazaj v čas in kraj srečanja v vzporednem vesolju.
Drug faktor je, da je za vse naprave za časovno potovanje, ki jih proučuje trenutna fizika (npr. tiste, ki deluje s pomočjo črvin), nemogoče potovati nazaj preden je bil časovni stroj dejansko izdelan.

## Časovno potovanje v prihodnost v fiziki
Obstaja več načinov za »potovanje v prihodnost« v omejenem smislu. Za nekoga lahko v njegovem lastnem subjektivnem kratkem času preteče veliko subjektivnega časa za druge ljudi na Zemlji. Opazovalec lahko na primer z relativistično hitrostjo odpotuje stran od Zemlje in se glede na lastno merjenje časa v nekaj letih vrne nazaj, ko je na Zemlji preteklo več tisoč let. Glede na teorijo relativnosti ne obstaja objektivni odgovor na vprašanje koliko časa je »dejansko« poteklo med potovanjem. Enakovredno je reči, da je potovanje trajalo le nekaj let, ali da je trajalo tisoč let, kar je odvisno od izbire OS.
Oblika »potovanja v prihodnost« je teoretično dovoljena (in so jo praktično prikazali v zelo majhnih časovnih merilih) s pomočjo naslednjih metod:
- s pomočjo hitrostnega (kinematičnega) podaljšanja časa v okviru PTR, na primer:
  - potovanje skoraj s svetlobno hitrostjo do oddaljene zvezde, nato upočasnjenje, obračanje in potovanje skoraj s svetlobno hitrostjo nazaj na Zemljo[65] (glej paradoks dvojčkov)
- s pomočjo gravitacijskega podaljšanja časa v okviru STR, na primer:
  - bivanje znotraj votlega, zelo masivnega telesa;
  - bivanje zunaj blizu dogodkovnega obzorja črne luknje, ali dovolj blizu telesa, katerega masa ali gostota povzroča gravitacijsko podaljšanje časa v okolici in je večje od podaljšanja časa na Zemlji.

Poleg tega bi bilo možno videti oddaljeno prihodnost na Zemlji s pomočjo metod, ki sploh ne zajemajo relativnosti, čeprav je še bolj sporno ali bi veljale za obliko »časovnega potovanja«:
- hibernacija
- navidezna smrt (anabioza)

### Podaljšanje časa
Podaljšanje časa dovoljujeta Einsteinovi PTR in STR. Teoriji trdita, da relativno danemu opazovalcu čas teče počasneje telesom, ki se gibljejo hitro relativno nanj, ali telesom, ki so globoko v gravitacijski jami. Ura, ki se giblje relativno glede na opazovalca, bo na primer tekla počasneje v njegovem mirovnem opazovalnem sistemu. Ko se hitrost ure približuje svetlobni, se bo skoraj ustavila. Ker pa njena hitrost ne more res doseči svetlobne, se ne bo nikoli popolnoma ustavila. Za dve uri, ki se gibljeta inercialno (nepospeševalno) relativno druga na drugo, je pojav obraten, in vsaka ura izmeri čas druge, ki je krajši. Če ena ura pospeši, se simetrija poruši, podobno kot v paradoksu dvojčkov, kjer eden od dvojčkov ostane na Zemlji, drugi pa potuje v vesoljski prostor, se obrne (kar vključuje pospeševanje) in se vrne. V tem primeru se oba strinjata, da se je potujoči dvojček postaral manj. STR pravi, da se podaljšanja časa pojavi tudi, če je ena ura globlje v gravitacijski jami od druge. Tista, ki je globlje, izmeri krajši čas. Pojav je treba upoštevati pri kalibriranju ur na satelitih GPS, saj glede na STR čas na satelitih teče malenkost hitreje, ker na njih vpliva manjša gravitacija zaradi večje razdalje od Zemlje. Prav tako se lahko zaradi pojava pojavijo velike razlike v stopnjah staranja za opazovalce na različnih razdaljah od črne luknje.
V okviru STR račun pokaže, da lahko popotnik potuje v času naprej s hitrostjo, štirikrat večjo od hitrosti oddaljenega opazovalca, z bivanjem znotraj krogelnega ogrodja s premerom 5 metrov in z maso Jupitra. Za takšnega popotnika vsaka sekunda njegovega »osebnega« časa odgovarja štirim sekundam oddaljenih opazovalcev. Stiskanje mase velikega planeta v takšno strukturo seveda ni pričakovati znotraj naših tehnoloških zmožnostih bližnje prihodnosti.
Na vesoljski postaji oddaljenost od Zemlje in s tem manjša gravitacija sicer pospeši čas, vendar ima večja hitrost gibanja močnejši vpliv, zaradi česar v celoti čas teče počasneje. Obstaja veliko eksperimentalnih dokazov, ki podpirajo veljavnost enačb za hitrostno podaljšanje časa v PTR in gravitacijsko podaljšanje časa v STR. S trenutno tehnologijo je drugače možno povzročiti manjše staranje popotnika od tovarišev na Zemlji za le majhen del sekunde. Trenutni rekord je približno 20 milisekund za kozmonavta Avdejeva. Napačna predstava je, da so rekord dosegli astronavti Programa Apollo. Sicer so potovali hitreje od njega, vendar so bili v vesoljskem prostoru le nekaj dni.

### Zaznava časa
Zaznava časa se lahko navidezno pospeši za žive organizme prek hibernacije, kjer sta telesna temperatura in stopnja presnove bitja zmanjšana. Skrajnejša različica tega je navidezna smrt, kjer bi bile stopnje kemičnih procesov v subjektu močno znižane.
Podaljšanje časa in navidezna smrt dovoljujeta le »potovanje« v prihodnost in nikoli v preteklost, tako da ne kršita vzročnosti. Zaradi tega je vprašljivo, ali sta vrsti časovnega potovanja. Vendar se lahko na podaljšanje časa gleda kot na boljše prileganje našemu razumevanju izraza »časovno potovanje«, kot pa navidezna smrt, ker pri podaljšanju časa dejansko preteče manj časa za popotnika, kot pa za tiste, ki so ostali zadaj, in je tako popotnik dosegel prihodnost hitreje kot drugi, medtem ko pri navidezni smrti temu ni tako.

### Raziskovanje
Domneva se, da se lahko potovanje v času naprej eksperimentalno dokaže s pomočjo krožečih laserskih snopov namesto zelo masivnih objektov, kot to poskuša Mallett. Če se opazi, da je podatomski delec s kratko življenjsko dobo živel dlje, to nakazuje, da je odpotoval v prihodnost s pospešeno hitrostjo.

## Druge zamisli iz konvencionalne fizike

### Paradoksi
Načelo samoskladnosti Novikova in Thorneovi izračuni nakazujejo, da telesa, ki prehajajo skozi črvine, ne morejo nikoli povzročiti paradoksov. Ko se časovno potovanje enkrat začne, zanj ne obstajajo takšni začetni pogoji, ki bi vodili v paradoks. Če se lahko njegove rezultate posploši, bi nenavadno namigovali, da noben od verjetnih paradoksov, formuliranih v zgodbah o časovnih potovanjih, dejansko ne bi mogel biti formuliran na smiselnem fizikalnem nivoju, oziroma, da vsako stanje, ki se lahko ustvari v zgodbi o časovnem potovanju, dovoljuje več skladnih rešitev. Vendar se lahko okoliščine izkažejo za skoraj neverjetno nenavadne.
V vzporednih vesoljih so lahko razmere brez paradoksov. Interpretacija mnogoterih svetov (IMS) kvantne mehanike Hugha Everetta nakazuje, da se lahko zgodijo vsi možni kvantni dogodki v medsebojno izključevalnih zgodovinah. Te alternativne ali vzporedne zgodovine bi tvorile razvejano drevo, ki bi simboliziralo vse možne izide katerekoli interakcije. Če obstajajo vse možnosti, se lahko vsak paradoks pojasni s tem, da se paradoksalni dogodki zgodijo v različnem vesolju. Ta koncept se največkrat rabi v znanstveni fantastiki, vendar so nekateri fiziki, kot je na primer Deutsch, predlagali, da če je časovno potovanje mogoče in če je IMS pravilna, potem bi se časovni popotnik res znašel v različni zgodovini od tiste, v kateri je začel. Na drugi strani je Hawking razpravljal, da četudi je IMS pravilna, bo za pričakovati, da bo časovni popotnik vsakič doživel poedino samodosledno zgodovino, tako da časovni popotniki ostajajo znotraj svojega sveta in ne potujejo v različne svetove. Fizik Allen Everett je razpravljal, da Deutschev pristop »obsega spreminjanje osnovnih načel kvantne mehanike in gre vsekakor preko preprostega privzetka IMS«. Everett je pripomnil, da četudi je Deutschev pristop pravilen, bi to pomenilo, da bi se makroskopsko telo, sestavljeno iz več delcev, pri potovanju skozi črvino v času nazaj razbilo na več delov in ti bi se pojavili v različnih svetovih.
Greenberger in Svozil sta predlagala, da kvantna teorija dá model za časovno potovanje brez paradoksov. Kvantnomehanska opazovanja povzročijo, da se verjetna stanja »zrušijo« v eno merjeno stanje, tako da je preteklost opazovana iz sedanjosti deterministična (ima samo eno možno stanje), sedanjost, opazovana iz preteklosti, pa ima več možnih stanj, dokler dejanja opazovalca ne povzročijo zrušitve v eno stanje. Dejanja bodo tako izgledala neizogibna.

### Raba kvantne prepletenosti
Kvantnomehanski pojavi, kot so kvantna teleportacija, paradoks EPRB ali kvantna prepletenost, lahko, kot se zdi, tvorijo mehanizem, ki dovoljuje sporazumevanje z nadsvetlobno hitrostjo ali časovno potovanje. Dejansko nekatere interpretacije kvantne mehanike, kot je Bohmova interpretacija, privzemajo, da se nekaj informacij med delci izmenja v trenutku, da bi se ohranile soodnosnosti med njimi. Ta pojav je Einstein označil kot »pošastno delovanje na daljavo«.
Dejstvo, da se vzročnost v kvantni mehaniki ohranja, je strog rezultat sodobne kvantne teorije polja in zaradi tega sodobne teorije ne dovoljujejo časovnega potovanja ali superluminalne komunikacije. V vsakem posebnem primeru, kjer je bilo govora o nadsvetlobni hitrosti, je podrobnejša analiza pokazala, da je za sprejem signala potrebna tudi ena od oblik klasične komunikacije. Izrek o nezmožnosti komunikacije tudi podaja splošen dokaz, da se kvantna prepletenost ne more rabiti za prenos informacij hitreje od klasičnih signalov. Dejstvo, da ti kvantni pojavi očitno ne dovoljujejo časovnega potovanja z nadsvetlobno hitrostjo, se velikokrat spregleda v tisku ali poskusih kvantne teleportacije. Kako pravila kvantne mehanike delujejo za ohranitev vzročnosti, je dejavno področje raziskav.

## Filozofsko razumevanje potovanja v času
Teorije o potovanju v času so polne vprašanj o vzročnosti in paradoksih. V primerjavi z drugimi koncepti v sodobni fiziki čas še vedno ni dovolj razumljen. Filozofi so razpravljali o naravi časa že pred dobo starogrških filozofov. Nekateri filozofi in fiziki, ki raziskujejo naravo časa, raziskujejo tudi možnost potovanja v njem in njene logične posledice. Večkrat se obravnava verjetnost paradoksov in njihove možne rešitve.
Več informacij o filozofskih obravnavah časovnega potovanja je v delu ameriškega filozofa Lewisa. O fizikalnih teorijah časovnega potovanja podaja več informacij Gödlovo delo (še posebej njegovo teoretično vesolje). Tudi Sklarovo delo v veliki meri obravna probleme filozofije fizike.

### Prezentizem proti eternalizmu
Relativnost sočasnosti v sodobni fiziki podpira filozofski pogled znan kot eternalizem ali štiridimenzionalizem, v katerem so fizikalni objekti začasno razširjeni prostorskočasovni črvi ali njihove stopnje. Takšen pogled bi naprej povečal verjetnost časovnih potovanj. Eternalizem, včasih znan tudi kot »teorija blokovnega časa« ali »teorija blokovnega vesolja«, gradi na standardni metodi modeliranja časa kot razsežnost v fiziki, in pridaja času podobno ontologijo kot prostoru. To bi pomenilo, da je čas le druga razsežnost, da so dogodki v prihodnosti »že prisotni«, in da ne obstaja objektivni tok časa. Ta pogled je izpodbijal ameriški filozof znanosti Maudlin v svojem delu The Metaphysics Within Physics.
Prezentizem je filozofska šola po kateri prihodnost in preteklost ne obstajata in obstajajo le objekti v sedanjosti. V tem pogledu je časovno potovanje nemogoče, saj ni prihodnosti ali preteklosti, v kateri bi se potovalo. Nekateri prezentisti iz 21. stoletja so dokazovali, da čeprav objekti iz preteklosti in prihodnosti ne obstajajo, še vedno lahko obstajajo določene resnice o preteklih in prihodnjih dogodkih, in tako je možno, da lahko prihodnja resnica o časovnem popotniku, ki se je odločil potovati nazaj v sedanjost, pojasni njegovo dejansko prisotnost v sedanjosti.

### Paradoks starega očeta
Predmet, ki ga v filozofskih razpravah o času velikokrat oživijo, je zamisel, da če bi nekdo lahko šel v času nazaj, bi lahko nastali paradoksi, če bi lahko spreminjal stvari. Najboljša zgleda za to sta paradoks starega očeta in samodetomor. Paradoks o starem očetu je domnevno stanje, v katerem časovni popotnik potuje v času nazaj in poskuša ubiti svojega starega očeta še preden bo ta srečal njegovo staro mater. Če to lahko stori, potem se njegova mati ali oče ne bi mogla nikoli roditi, kakor tudi ne on sam, tako da ne bi mogel nikoli potovati v času nazaj in ubiti svojega starega očeta.
Samodetomor deluje na enak način, kjer popotnik odpotuje v času nazaj in poskuša ubiti sebe kot dojenčka. Če bi to lahko storil, ne bi mogel nikoli odrasti, odditi v času nazaj in ubiti sebe kot dojenčka.
Ta razprava je za filozofijo potovanja v času pomembna, ker se filozofi sprašujejo, ali je zaradi teh paradoksov časovno potovanje nemogoče. Nekateri filozofi odgovarjajo na paradokse s pobijanjem, da je potovanje v času nazaj sicer možno, vendar bi bilo nemogoče dejansko spremeniti preteklost na kakršenkoli način. Takšna zamisel je podobna načelu samoskladnosti Novikova v fiziki.

### Teorija sestavljivosti
Lewisova analiza sestavljivosti in posledic spreminjanja preteklosti je mišljena za možnosti časovnega potovanja v enorazsežnem pojmovanju časa brez tvorjenja logičnih paradoksov. V Lewisovem primeru Tim sovraži svojega starega očeta in si ga nadvse želi ubiti. Edini problem zanj je, da je stari oče umrl že davno. Tim si tako želi ubiti svojega starega očeta, da izdela časovni stroj, s katerim bo odpotoval v leto 1955, ko je bil njegov stari oče še mlad, in bi ga potem ubil. Če se privzame, da lahko Tim odpotuje v čas, ko je bil njegov stari oče še živ, se potem vprašanje glasi: ali lahko Tim ubije svojega starega očeta? Za Lewisa vprašanje leži znotraj konteksta rabe besede »lahko«. Lewis pojasni, da je treba na besedo »lahko« gledati proti kontekstu primernih dejstev, ki so povezane s stanjem. Naj ima na primer Tim puško in za seboj leta streljanj z njo, ter neposreden strel na jasen dan brez zunanjih vplivov, ki bi ga ovirali pri sprožitvi. Ali lahko Tim ustreli svojega starega očeta? Če se upošteva ta dejstva, se lahko pokaže, da ga Tim dejansko lahko ubije. Vsa dejstva iz konteksta so dejansko sestavljiva s Timovim umorom njegovega starega očeta. Vendar, če se razmisli o sestavljivosti danega stanja, je treba zbrati najbolj inkluzivno množico dejstev, ki se jo sploh da.
Naj je sedaj v Timovem vesolju njegov stari oče dejansko umrl leta 1993 in ne leta 1955. To novo dejstvo o Timovem stanju razkrije, da umor njegovega starega očeta ni sestavljiv s trenutno množico dejstev. Tim ne more ubiti svojega starega očeta, ker je umrl že leta 1993, in tudi ne, ko je bil še mlad. Tako Lewis zaključi, da izjavi »Tim ni, vendar lahko, ker ima kar je treba« in »Tim ni, in ne more, ker je logično nemogoče spremeniti preteklost« nista protislovji. Z dano primerno množico dejstev sta resnični obe. Raba besede »lahko« je dvoumna: on »lahko« in »ne more« pod različnimi primernimi dejstvi. Kaj se torej mora zgoditi, ko Tim nameri? Lewis verjame, da bo njegova puška zatajila, ptica bo priletela mimo ali pa se bo Tim preprosto spotaknil na bananinem olupku. Tako ali tako bo v vesolju obstajala kakšna logična sila, ki bo Timu vsakokrat preprečila ubiti svojega starega očeta.

### Splošno, filozofija
- anahronizem
- vzročnost (kavzalnost)
- kavzalna struktura
- kavzalni sistem

| - cev Krasnikova - retrokavzalnost - obročasta singularnost - Wheeler-Feynmanova teorija absorberjev - načelo vzročnosti - sklenjena časovna krivulja - časovna puščica - nadsvetlobna hitrost | - časovni pregledovalnik - kronovizor - Billy Meier - incident Moberly-Jourdainove - Projekt Montauk - filadelfijski poskus - časovni zdrs - John Titor - urbane legende časovnega potovanja - Rudolph Fentz | - časovno potovanje v fikciji - tiotimolin |